# Schematyzm Diecezji Lubelskiej
Schematyzm Diecezji Lubelskiej – rocznik urzędowy diecezji lubelskiej wydawany w języku łacińskim, a od 1930 roku w języku polskim.
Po I rozbiorze w 1772 roku diecezja chełmska została przedzielona granicą państwową, ponieważ tylko 36 parafii pozostało w Polsce, a 48 parafii w zaborze austriackim. Uchwałą sejmu czteroletniego 11 czerwca 1790 roku powiększono teren diecezji, przez przyłączenie 107 parafii z archidiakonatu lubelskiego, a 20 lipca Stolica Apostolska zatwierdziła zmiany terytorialne. W polskim nazewnictwie diecezja była określana najpierw jako lubelska, chełmska i bełska, następnie lubelsko-chełmska i chełmsko-lubelska, ale Stolica Apostolska nie potwierdziła tej nazwy i nadal była to diecezja chełmska. W latach 1791–1793 wydawano rubrycele chełmsko-lubelsko-bełskie, a w latach 1794–1807 rubrycele chełmsko-lubelskie.
W 1805 roku została erygowana diecezja lubelska i od 1808 roku wydawano schematyzmy diecezji lubelskiej. Roczniki były wydawane w języku łacińskim, a od 1930 roku w języku polskim. Treść roczników w latach 30. XX wieku zawierała: hierarchię kościoła katolickiego w Polsce, skład kapituły katedralnej lubelskiej i kapituły kolegiackiej zamojskiej, skład kurii biskupiej, wykaz profesorów i alumnów wyższego seminarium duchownego, wykaz profesorów niższego seminarium duchownego, czyli gimnazjum biskupiego, wykaz profesorów i studentów duchownych Katolickiego Uniwersytetu Lubelskiego, wykaz prefektów szkół, wykaz dekanatów z parafiami, zakony i zgromadzenia męskie z wykazem duchownych, zakonne zgromadzenia żeńskie z wykazem sióstr zakonnych, spis alfabetyczny kapłanów, spis alfabetyczny parafii, spis organistów.
W 1918 roku rozpoczęto wydawanie pisma urzędowego „Wiadomości Diecezjalne Lubelskie”.